# Феліпе Рувалькаба
Феліпе Рувалькаба Сіснерос (ісп. Felipe Ruvalcaba Cisneros, нар. 16 лютого 1941, Ля-Експренсія, Мексика — пом. 4 вересня 2019) — мексиканський футболіст, який грав на позиції нападника.

## Клубна кар'єра
Футбольну кар'єру розпочав у клубі «Імперіо» (Запопан). У 1959 році перейшов в «Оро», у складі якого з капітанською пов'язкою виграв чемпіонат країни у сезоні 1962/63 років, а також трофей Чемпіона чемпіонів 1963 року. У фінальному поєдинку «Оро» обіграв з рахунком 3:1 володаря національного кубку та принципового суперника-земляка «Гвадалахару».
У сезоні 1967/68 років переїхав до «Толуки», з яким виграв свій другий чемпіонат Мексики та Кубок чемпіонів КОНКАКАФ 1968 .
Наступного сезону перейшов до «Некакси», якому допоміг посісти дев'яте місце в чемпіонаті Мексики.
Після виступів за «Електриків» переходить у «Сідад Вікторія», в якому завершує кар'єру футболіста в Мексиці.
Потім виступав за американський клуб «Сан-Педро Югославс» з Великої футбольної ліги Лос-Анджелеса (англ. «Сан-Педро Югославс»).

## Кар'єра в збірній
Вперше до табору національної збірної Мексики викликаний для участі в чемпіонаті світу 1962 року, але на турнірі не зіграв жодного матчу.
За національну команду дебютував 24 березня 1963 року в програному (1:2) поєдинку проти одного з найнезручніших для мексиканців суперника, збірної Нідерландських Антильських островів. Єдиним голом за національну команду відзначився 6 квітня 1965 року в нічийному (1:1) поєдинку проти Коста-Рики. Востаннє футболку збірної Мексики одягав 14 березня 1967 року в переможному (1:0) домашньому поєдинку проти Гаїті.
Разом зі збірною Мексики поїхав на чемпіонат світу 1966 року, однак на вище вказаному турнірі також не зіграв жодного матчу.
Учасник Олімпійських ігор 1964 року в Токіо, де збірна Мексики вибула вже за підсумками попереднього раунду.

## Стиль гри
Ель Прінсіпі був розумним гравцем, обдарованим чудовою індивідуальною технікою, чудовою роботою з м'ячем і перш за все потужним ударом із середньої дистанції.

## Досягнення
«Оро»
- Прімера Дивізіон Мексики
  -  Чемпіон (1): 1962/63

- Чемпіон чемпіонів
  -  Володар (1): 1963

«Толука»
- Прімера Дивізіон Мексики
  -  Чемпіон (1): 1967/68

- Чемпіон чемпіонів
  -  Володар (1): 1968

- Кубок чемпіонів КОНКАКАФ
  -  Володар (1): 1968

Мексика
- Переможець Чемпіонату націй КОНКАКАФ: 1965
- Срібний призер Чемпіонату націй КОНКАКАФ: 1967